# Казарменный переулок (Москва)
Каза́рменный переу́лок (с середины XIX века по 1922 год — Дегтя́рный переу́лок) — переулок в Басманном районе Центрального административного округа города Москвы. Проходит от внешней стороны Покровского бульвара до Подсосенского переулка. Нумерация домов ведётся от Покровского бульвара.

## Происхождение названия
Назван по имени учреждённых Павлом I Покровских казарм. Старое название, Дегтярный переулок — по имени дегтярного двора во владении тех же Покровских казарм.

## Примечательные здания и сооружения
По нечётной стороне:
- № 1/3 — Покровские казармы;
- № 5/18 — доходный дом Н. Г. Тарховой (Г. И. Макаева) — шедевр северного модерна работы архитектора Г. И. Макаева. Фасад по Казарменному переулку находится в аварийном состоянии. Наружная лепнина в последние годы сбита при «реставрации» (на месте нынешних плоских контуров были узловатые стебли и пышные цветы неведомых трав).

По чётной стороне:
- № 2/5 стр. 1 — семиэтажный клубный дом с апартаментами «Резиденция на Покровском бульваре». Построен в 2018 году на месте Таганской АТС (здание 1929 года архитектора В. С. Мартыновича, одна из пяти первых автоматических телефонных станций в Москве).
- № 4—6, 10 стр. 2, 12 — трёх-пятиэтажная жилая застройка второй половины XIX века;
- № 6 стр. 2 — четырёхэтажный дом перестроенный в 1920—1930-х из двухэтажного доходного дома 1908 года постройки. В боковой «конструктивистской» части располагалась контора товарищества «Техбетон» (Прохоров, Мительман), которое проектировало бетонные конструкции для Уралмаша и дома Наркомфина[1].
- № 8 стр. 1 — доходный дом начала XX века — пример «типового проекта» в стиле рационального модерна. Совершенно гладкие поверхности стен, выложенные палевой плиткой-кабанчиком, украшены только «наличниками» из тёмно-зелёной майолики. Арх. А. А. Иванов-Терентьев. Дом включен в каталог памятников 1977 года, но исключен из современного реестра охраняемых памятников. Дом принадлежал Мартину Лятсу и Георгу Фохту. Вплоть до 1927 года с перерывами в нём располагалась московская контора компании «Сименс и Гальске». Вплоть до начала 70-х годов в доме жили выходцы с эстляндских и ингерманладских земель. На первом этаже располагался магазин эстонских и финских молочных продуктов и булочная;
- № 8, стр. 2 — доходный дом (1910 год, архитектор М. А. Фелькнер). Здесь жила актриса Людмила Шапошникова[2];
- № 10 — доходный дом (1876 год, архитектор А. П. Попов);
- № 10, стр. 3 (во дворе) —  памятник архитектуры (региональный) Двухэтажный деревянный дом с мезонином был построен построен в усадьбе купцов Шелагиных между 1806 и 1816 годами. В 1830х им владел доктор медицины Иван Александрович Воскресенский, который служил врачом в московской полиции. С 1870х принадлежал Назару Фёдоровичу Грибову, основателю торгового дома торгового дома «Н. Ф. Грибов с сыновьями», занимавшегося оптовой торговлей тканями. Дом внесён в Красную книгу Архнадзора (электронный каталог объектов недвижимого культурного наследия Москвы, находящихся под угрозой), номинация — запустение.[3]
- № 12/20 — бывшее частное реальное училище К. П. Воскресенского (1914, арх. И. И. Флоринский). Впоследствии — Московский областной педагогический институт, Московский университет имени Туро. Правая часть строения построена в 1886 году по проекту архитектора М. Г. Пиотровича.

## Транспорт
Трамваи А, 3, 39 от станций метро «Чистые пруды», «Тургеневская», «Сретенский бульвар». Трамвайная остановка примечательна тем, что имелся прецедент возвращения ей старого названия после трёхлетнего (2004—2007 годы) переименования.

## Переулок в литературе
В квартире № 9 дома № 9 находился один из двенадцати стульев, разыскиваемых О. Бендером:
Двух мальчишек ещё не было. Они прибежали почти одновременно, запыхавшиеся и утомленные.
— Казарменный переулок, у Чистых прудов.
— Номер?
— Девять. И квартира девять. Там татары рядом живут. Во дворе. Я ему и стул донёс. Пешком шли.